# Arzago d’Adda

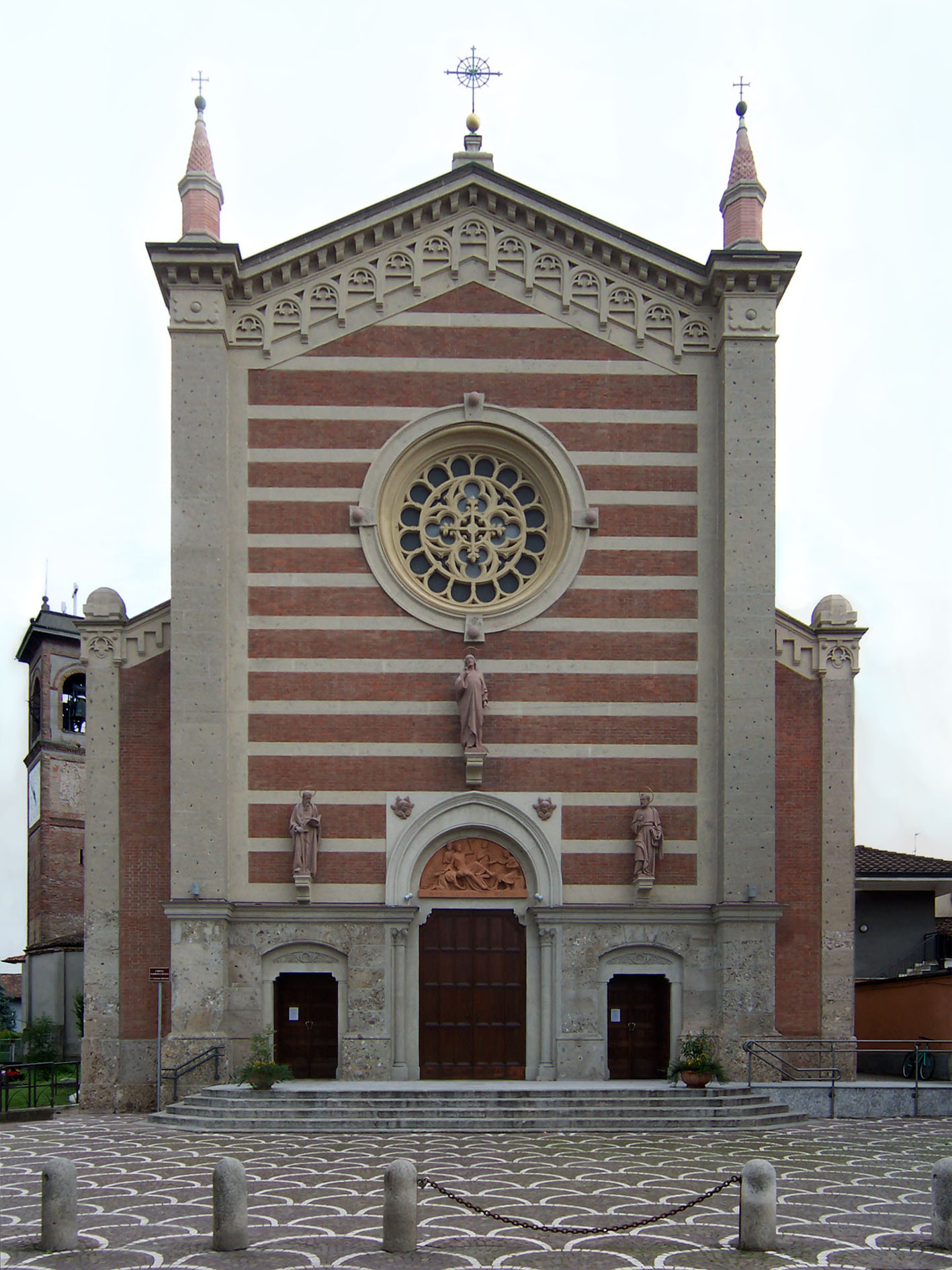
Pfarrkirche San Lorenzo

Arzago d’Adda ist eine italienische Gemeinde (comune) in der Provinz Bergamo in der Region Lombardei mit 2741 Einwohnern (Stand 31. Dezember 2023).

## Geographie
Arzago d’Adda liegt 25 km südwestlich der Provinzhauptstadt Bergamo und 30 km östlich der Metropole Mailand und umfasst die Fraktion Cascina Ravajola. Die Nachbargemeinden sind Agnadello (CR), Calvenzano, Casirate d’Adda, Rivolta d’Adda (CR) und Vailate (CR).

## Verkehr
Durch die Gemeinde führt die frühere Staatsstraße 472 (seit 2001 Provinzialstraße) von Treviglio nach Lodi.